# Jind
Jind est une ville indienne située dans le district de Jind dans l’État de l'Haryana. En 2011, sa population était de 167 592 habitants.

## Source de la traduction
- (en) Cet article est partiellement ou en totalité issu de l’article de Wikipédia en anglais intitulé « Jind » (voir la liste des auteurs).